# Stary Jawor
Stary Jawor – wieś w Polsce, położona w województwie świętokrzyskim, w powiecie starachowickim, w gminie Pawłów.
W latach 1975–1998 miejscowość należała administracyjnie do województwa kieleckiego.

## Historia
Wieś wymieniona w dokumencie z roku 1425 (In Castro Bodzanciensis die mensis Junii 1425 anno) w związku z dekretem arbitrów kościelnych przysądzającym plebanowi w Krynkach zwrot należnej mu dziesięciny dworskiej ze wsi Jawor.
Stary Jawor dawniej także Jawor Opatowski, wieś i dobra w powiecie iłżeckim, gminie Tarczek, parafii Świętomarz.
Według spisu miast, wsi, osad Królestwa Polskiego z roku 1827 było tu 11 domów 95 mieszkańców.
W roku 1885 zliczono 15 domostw i 110 mieszkańców.
Folwark Jawor odległy od stacji pocztowej Brody o  10 wiorst. Rozległość gruntów folwarcznych wynosiła mórg 308, w tym: grunta orne i ogrody 253 mórg, łąk mórg 23, pastwisk mórg 18, wody (staw) mórg 1, place mórg 1. Budynków drewnianych w folwarku było 12. Folwark eksploatował pokłady wapna, folwark ten w 1872 r. oddzielony został od dóbr Wawrzeńczyce. Wieś folwarczna Jawor posiadała osad 19, z gruntem mórg 74. 